# Yorkshirský pudink
Yorkshirský pudink (anglicky Yorkshire pudding) patří mezi tradiční britské přílohy. Jedná se o pečivo, jehož těsto obsahuje vejce, mouku a mléko či vodu. Pudink se podává mnoha způsoby v závislosti na přidávaných ingrediencích a doprovodných složkách jídla. Jako předkrm je možné přílohu servírovat s cibulovou omáčkou (anglicky onion gravy), v hlavním chodu pak yorkshirský pudink může být součástí tradiční britské nedělní večeře, takzvané Sunday roast, kdy se příloha objeví vedle pečeného masa (nejčastěji hovězího), brambor a dalších složek, jakými jsou různé omáčky či nádivky.

## Historie
Původ yorkshirského pudinku sahá do 18. století, kdy kuchaři v anglickém hrabství Yorkshire chtěli zužitkovat šťávu odkapávající z pečeného masa jako tuk pro přípravu pudinku, jehož těsto se skládá z ingrediencí obvykle používaných na palačinky.

## Postup přípravy
Těsto na pudink se skládá ze tří hlavních ingrediencí – mouky, vajec a mléka (či případně vody) –, na dochucení se následně přidává také sůl a pepř. Yorkshirský pudink se obvykle peče ve formách na suflé či plechu na muffiny.